# Kærre
En kærre er en enklere type af en vogn som kun har én hjulaksel (alternativt to tætsiddende hjulaksler tæt efter hinanden), og som mangler egen fremdrivningsanordning og derfor trækkes eller skubbes af nogen eller noget. En kærre behøver støtteben eller støttehjul når den står parkeret for sig selv. Har den mindst to aksler og helt og holdent støtter hele sin vægt på disse, så er det en vogn.
Kærrer anvendtes i 1800-tallet næsten kun for at transportere mennesker, så de kunne komme hurtigere frem. Forskellige typer af kærrer er: jigg, sulky, rockard, dogcart og skrinda, men også bil- og traktorkærrer. Rakkeren brugte den bl.a. til at køre selvdøde dyr på.
| Trafik | Spire Denne trafikartikel er en spire som bør udbygges. Du er velkommen til at hjælpe Wikipedia ved at udvide den. |